# Billbergia alfonsi-joannis
Billbergia alfonsi-joannis là một loài thực vật có hoa trong họ Bromeliaceae. Loài này được Reitz mô tả khoa học đầu tiên năm 1952.